# 失望群島
失望群島（法語：Îles du Désappointement，發音：[il dy dezapwɛ̃tmɑ̃]）是法屬波利尼西亞的一組珊瑚群島，位於普卡普卡島西北300公里的太平洋海域，屬於土阿莫土群島的一部分。本群島的總陸地面積為15平方公里，於2002年共有人口508人。
失望群島是一組小型的珊瑚群島，其中包含泰波托島和納普卡環礁。而位於群島以東南180英里（300公里）的普卡普卡岛亦會在部份地圖上被劃入本群島中。 
本群島的氣候主要是乾旱的，因此並不適合作為人類居住地。

## 歷史

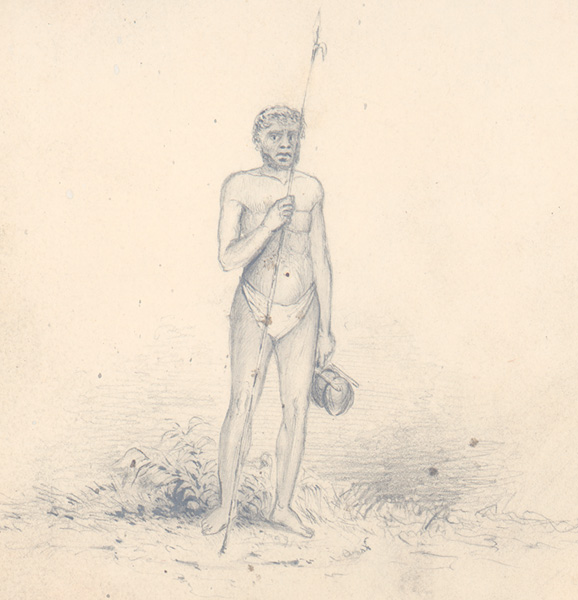
居住在失望群島上的島民，由阿爾弗雷德·托馬斯·阿加特繪畫

於19世紀期間，來自法國的殖民者陸續將法屬波利尼西亞殖民。於19世紀中期，來自土阿莫土群岛的法國殖民者殖民了失望群島的泰波托島和納普卡環礁。但是，普卡普卡岛卻是被來自位於失望群島以東北幾百英里的馬克薩斯群島的殖民者殖民。美國遠征探險隊亦於1839年登陸本群島。
本群島擁有較為奇特的名稱，因為它包含了「失望」（Désappointement）這個詞。但是，關於本群島的名稱來源至今還沒有一個統一的說法。其中一個說法指出本群島的名稱是由葡萄牙探險家，斐迪南·麥哲倫定下的。當時，他到達了本群島，並且因為長途跋涉的緣故，所以急需補給品和淡水。可是，麥哲倫在本群島上並沒有找到任何淡水水源和補給品，因此感到非常失望。麥哲倫故將本群島取名為「失望」。
另一個說法則指出本群島的名稱是由英國皇家海軍軍官約翰·拜倫（John Byron）於1765年定下的。當時，他航至本群島，並計劃登陸。可是，他遭到了當地土著的敵視，並被攻擊。他感到非常失望，故將本群島取名為「失望群島」。

## 地理
失望群島的坐標為14°06′S 141°10′E / 14.10°S 141.16°E（-14.10, 141.16）。本群島的陸地面積為15平方（5.8平方英里），其中納普卡環礁的陸地面積為8平方（3.1平方英里）、普卡普卡岛的陸地面積為5平方（1.9平方英里）、而泰波托島的陸地面積則為2平方（0.77平方英里）。

## 人口
失望群島的人口較為稀少，且人口密度也不高。另外，本群島大部份居民都是玻里尼西亞人。根據2002年人口普查，本群島共有人口508人，其中納普卡環礁有307居民、泰波托島有54居民、而普卡普卡岛則有197居民。根據2007年人口普查，納普卡環礁的人口增長至307人。根據2012年人口普查，納普卡環礁的人口再度增長至359人，而普卡普卡岛的人口則下跌至167人。

## 政府
納普卡環礁是本群島的首府，而納普卡環礁本身也擁有自己的島政府。可是，泰波托島並沒有自己的島政府，因此其政府服務都是由鄰近的納普卡環礁政府提供。而普卡普卡岛則擁有自己的島政府。